# Litoria ollauro
Litoria ollauro là một loài ếch thuộc họ Pelodryadidae.
Đây là loài đặc hữu của Papua New Guinea.
Môi trường sống tự nhiên của chúng là vùng núi ẩm nhiệt đới hoặc cận nhiệt đới, đầm nước ngọt, đầm nước ngọt có nước theo mùa, và vườn nông thôn.
Chúng hiện đang bị đe dọa vì mất môi trường sống.